# Cylindera trisignata siciliensis
Cylindera trisignata siciliensis é uma subespécie de insetos coleópteros pertencente à família Carabidae.
A autoridade científica da subespécie é W. Horn, tendo sido descrita no ano de 1891.
Trata-se de uma subespécie presente no território português.